# 복리채
복리채(複利債)는 이자가 자동 재투자되어 만기상환시 원금과 이자를 동시에 지급하는 채권이다. 한국에서 이용되는 복리채의 예로는 국민주택채권, 지방채권, 은행의 후순위채권, 통화안정증권 등이 이에 해당되며, 만기는 최소 2년부터 최고 20년이 있다.

## 이율
- 주로 2 ~ 7%이며 10%를 초과하는 복리채가 있다.

## 공식
- F= S X (1+i)N
- N : 지수 또는 일정액면가